# 馬拉斯
馬拉斯（卑南語：Malas/Melas），是台灣卑南族射馬干部落傳說中的祖先之一，為部落始祖杜姑（Tuku）的配偶。

## 身分與特徵
馬拉斯並非卑南族人，而是來自排灣族的舊高燕部落（Padain，位於今屏東縣瑪家鄉），傳說他全身長滿了癬，因此又被稱為「癬人」。

## 傳說

### 背景
過去射馬干部落的始祖杜姑因為跟弟弟西哈西浩（Sihasihau）決裂出走後，帶著族人多次遷徙、尋找可以居住的地方，但當時所有他們已知可居住的地方幾乎都有人居住了、而且她也因為思鄉之情而不想離祖先發源地陸發岸（Ruvuwa'an，又稱巴拿巴拿樣Panapanayan，位於知本部落南方、今太麻里鄉三和村南迴公路旁的海岸地）太遠，因此長期居無定所、找不到落腳處，後來他們從北大武山遷到Turituri（位於台東縣金峰鄉比魯溫泉上方平原地帶），並且在當地實施燒墾時，卻不小心釀成了森林大火，雖然他們想辦法撲滅火勢但於事無補。

### 滅火
這時，馬拉斯來到他們的紮營處，表示自己可以幫他們撲滅火勢，但條件是跟杜姑成婚，杜姑答應了，他便擺設好祭壇、並從老家那裡找來最好的種豬（最高等的祭品），以最高等級的方式祭祀天神並祈雨，最後終於降下了連日大雨，把火給撲滅了。

### 後續
撲滅火勢後，族人又從當地遷走、抵達鬼湖（Temvutruvul）定居，因為當地等年都可以聽到水聲，因此他們將當地命名為「杜撒里漾里漾」（Tusariyariyang，水聲潺潺），馬拉斯便在那裡和杜姑生下了四個孩子，並且在那裡終老一生。

## 研究
日本學者馬淵東一根據馬拉斯的傳說，以及過去射馬干部落及周遭一帶的卑南族人有在節慶時盪鞦韆、頭目職位和財產都傳長不分男女等和排灣族接近的習俗，認為這是當時馬拉斯和杜姑結婚時，從原部落帶來的部屬和卑南族通婚混住在一起而造成的影響，另外，有人根據射馬干部落的頭目傳承數和知本部落差別相當大（當知本部落自西哈西浩以來傳承到第十五、六代時，射馬干自杜姑以來已傳承了六十代）的特徵，判斷射馬干部落是採取「長滅幼及」（長系亡故後由幼系接替、後來再傳給長系的下一代）傳承制度，這和排灣族的習俗也十分類似。